# Груповий етап Ліги чемпіонів УЄФА 2019—2020
Груповий етап Ліги чемпіонів УЄФА 2019—2020 розпочався 17 вересня та закінчився 11 грудня 2019 року. У груповому етапі 32 команди змагалися за 16 місць у плей-оф Ліги чемпіонів 2019-20.

## Жеребкування
Жеребкування групового етапу відбудеться 29 серпня 2019 року о 19:00 (18:00 CEST) у Грімальді-Форум, Монако.
За результатами жеребкування, 32 команди будуть розділені на 8 груп по 4 команди кожна. Команди з однієї асоціації не можуть грати в одній групі. Задля жеребкування команди розділені на 4 кошика (стаття регламенту 13.06):
- Кошик 1 складається з володарів титулу Ліги чемпіонів та Ліги Європи, а також чемпіонів шести асоціацій з найвищим рейтингом за 2018 рік. Якщо один, або обидва володаря титулу є чемпіоном однієї з шести найкращих асоціацій, його місце займає чемпіон наступної в рейтингу асоціації.
- Кошик 2, 3 та 4 складаються з решти команд, які розподілені за клубним коефіцієнтом 2019.

Відповідно до рішення УЄФА від 17 липня 2014 року, до однієї групи не могли потрапити команди з України та Росії через триваюче політичне протистояння між країнами.
Більше того, для асоціацій з двома і більше командами у груповому етапі, команди діляться на пари для подальшого їх розподілу між групами A–D та E–H для максимального телевізійного покриття. Кожен тур одна половина груп грають матчі у вівторок, а інша — у середу, при цьому кожен тур групи міняються. Після того, як стали відомі усі учасники жеребкування, УЄФА оголосили пари команд з однієї країни, які розподіляються в різні половини груп:
- Іспанія: Барселона та Реал Мадрид, Атлетіко та Валенсія
- Англія: Ліверпуль та Манчестер Сіті, Челсі та Тоттенгем Готспур
- Італія: Ювентус та Інтер, Наполі та Аталанта
- Німеччина: Баварія та Боруссія (Дортмунд), Баєр 04 та РБ Лейпциг
- Франція: Парі Сен-Жермен та Ліон
- Росія: Зеніт та Локомотив
- Бельгія: Брюгге та Генк

Порядок ігор у групах визначається після жеребкування з використанням комп'ютерного жеребкування, яке не показують публічно. Використовується наступна послідовність матчів (стаття регламенту 16.02):
Примітка: Нумерація команд не відповідає номеру кошиків. На приклад, команда 1 не обов'язково є командою з кошика 1
| Ігровий день | Дати                 | Матчі        |
| ------------ | -------------------- | ------------ |
| День 1       | 17–18 вересня 2019   | 2 v 3, 4 v 1 |
| День 2       | 1–2 жовтня 2019      | 1 v 2, 3 v 4 |
| День 3       | 22–23 жовтня 2019    | 3 v 1, 2 v 4 |
| День 4       | 5–6 листопада 2019   | 1 v 3, 4 v 2 |
| День 5       | 26–27 листопада 2019 | 3 v 2, 1 v 4 |
| День 6       | 10–11 грудня 2019    | 2 v 1, 4 v 3 |

Для розкладу ігор також існують певні обмеження: на приклад, команди з одного міста не проводять домашні матчі в один і той самий ігровий день (щоб уникнути домашніх матчів в один день чи два дні поспіль, через проблеми з логістикою та натовпом). Також команди з «холодних країн» (на приклад, Росія) не грають домашні матчі в останній ігровий день (через холодну зиму).

## Учасники
Нижче наведені учасники групового турніру (із зазначенням їх клубного коефіцієнту на 2019 рік), згруповані за кошиком при жеребкуванні.
| Ключ до кольорів у таблиці                              |
| ------------------------------------------------------- |
| Перша і друга команда групи проходять до 1/8 фіналу     |
| Третя команда груп потрапляє до 1/16 фіналу Ліги Європи |

| Асоц. | Команда         | Коеф.   |
| ----- | --------------- | ------- |
| ДП    | Ліверпуль       | 91.000  |
| ЛЄ    | Челсі           | 87.000  |
| 1     | Барселона       | 138.000 |
| 2     | Манчестер Сіті  | 106.000 |
| 3     | Ювентус         | 124.000 |
| 4     | Баварія         | 128.000 |
| 5     | Парі Сен-Жермен | 103.000 |
| 6     | Зеніт           | 72.000  |

| Команда             | Прим. | Коеф.   |
| ------------------- | ----- | ------- |
| Реал Мадрид         |       | 146.000 |
| Атлетіко            |       | 127.000 |
| Боруссія (Дортмунд) |       | 85.000  |
| Наполі              |       | 80.000  |
| Шахтар              |       | 80.000  |
| Тоттенгем Готспур   |       | 78.000  |
| Аякс                | [ШЧ]  | 70.500  |
| Бенфіка             |       | 68.000  |

| Команда    | Прим. | Коеф.  |
| ---------- | ----- | ------ |
| Ліон       |       | 61.500 |
| Баєр 04    |       | 61.000 |
| Ред Булл   |       | 54.500 |
| Олімпіакос | [ШН]  | 44.000 |
| Брюгге     | [ШН]  | 39.500 |
| Валенсія   |       | 37.000 |
| Інтер      |       | 31.000 |
| Динамо     | [ШЧ]  | 29.500 |

| Команда       | Прим. | Коеф.  |
| ------------- | ----- | ------ |
| Локомотив     |       | 28.500 |
| Генк          |       | 25.000 |
| Галатасарай   |       | 22.500 |
| РБ Лейпциг    |       | 22.000 |
| Славія        | [ШЧ]  | 21.500 |
| Црвена Звезда | [ШЧ]  | 16.750 |
| Аталанта      |       | 14.945 |
| Лілль         |       | 11.699 |

Notes
1. ДП Діючий переможець Ліги чемпіонів, що автоматично потрапив до першого кошика.
2. ЛЄ Діючий переможець Ліги Європи, що автоматично потрапив до першого кошика.
3. ШЧ Переможці плей-оф (Шлях чемпіонів).
4. ШН Переможці плей-оф (Шлях нечемпіонів).

## Формат
В кожній групі команди грають між собою по одному матчу вдома та на виїзді за круговою системою. 1-е та 2-е місця проходять до 1/8 фіналу, а 3-є місце потрапляє до 1/16 фіналу Ліги Європи.

### Правила розподілу місць
Команди посідають місця у групі відповідно до набраних очок (3 очки за перемогу, 1 за нічию та 0 за поразку), та якщо команди набрали однакову кількість балів, застосовуються наступні критерії (у вказаному порядку), для визначення місця у групі (стаття регламенту 17.01):
1. Очки, набрані в очних зустрічах між командами під питанням;
2. Різниця м'ячів, забитих в очних зустрічах між командами під питанням;
3. Голи, забиті в очних зустрічах між командами під питанням;
4. Голи на виїзді, забиті в очних зустрічах між командами під питанням;
5. Якщо команд під питанням більше двох та після застосування усіх попередніх правил ще залишаються команди під питанням, то для них окремо повторно застосовуються попередні правила;
6. Різниця м'ячів, забитих в усіх матчах групового етапу;
7. Голи, забиті в усіх матчах групового етапу;
8. Голи на виїзді, забиті в усіх матчах групового етапу;
9. Кількість перемог в усіх матчах групового етапу;
10. Кількість перемог на виїзді в усіх матчах групового етапу;
11. Дисциплінарні бали (червона картка = 3 бала, жовта картка = 1 бал, вилучення за дві жовті картки в одному матчі = 3 бала);
12. Клубний коефіцієнт УЄФА.

## Групи
Матчі заплановані  17–18 вересня, 1–2 жовтня, 22–23 жовтня, 5–6 листопада, 26–27 листопада, and 10–11 грудня 2019 року. Початок матчів призначено на 22:00 EET/EEST, за виключенням двох матчів кожного ігрового вівторка і середи, що заплановані на 19:55 EET/EEST.
Наведений нижче час зазначено за  EET/EEST. Якщо місцевий час відрізняється, то він наведений в дужках.

### Група A
| Поз | Команда         | І | В | Н | П | ГЗ | ГП | РГ  | О  | Кваліфікація                   |  | ПСЖ | РМ  | БРЮ | ГАЛ |
| --- | --------------- | - | - | - | - | -- | -- | --- | -- | ------------------------------ |  | --- | --- | --- | --- |
| 1   | Парі Сен-Жермен | 6 | 5 | 1 | 0 | 17 | 2  | +15 | 16 | Вихід до плей-оф               |  | —   | 3–0 | 1–0 | 5–0 |
| 2   | Реал Мадрид     | 6 | 3 | 2 | 1 | 14 | 8  | +6  | 11 | Вихід до плей-оф               |  | 2–2 | —   | 2–2 | 6–0 |
| 3   | Брюгге          | 6 | 0 | 3 | 3 | 4  | 12 | −8  | 3  | Перехід до плей-оф Ліги Європи |  | 0–5 | 1–3 | —   | 0–0 |
| 4   | Галатасарай     | 6 | 0 | 2 | 4 | 1  | 14 | −13 | 2  |                                |  | 0–1 | 0–1 | 1–1 | —   |

| 18 вересня 2019 19:55 (18:55 CEST) |

| Брюгге | 0-0      | Галатасарай |
| ------ | -------- | ----------- |
|        | Протокол |             |

| Ян Брейдел, Брюгге Глядачів: 26 616 |

| 18 вересня 2019 22:00 (21:00 CEST) |

| Парі Сен-Жермен                   | 3-0      | Реал Мадрид |
| --------------------------------- | -------- | ----------- |
| - Ді Марія 14', 33' - Меньє 90+1' | Протокол |             |

| Парк де Пренс, Париж Глядачів: 46 361 |

| 1 жовтня 2019 19:55 (18:55 CEST) |

| Реал Мадрид                | 2-2      | Брюгге           |
| -------------------------- | -------- | ---------------- |
| - Рамос 55' - Каземіро 85' | Протокол | - Денніс 9', 39' |

| Сантьяго Бернабеу, Мадрид Глядачів: 65 112 |

| 1 жовтня 2019 22:00 |

| Галатасарай | 0-1      | Парі Сен-Жермен |
| ----------- | -------- | --------------- |
|             | Протокол | - Ікарді 52'    |

| Тюрк-Телеком-Арена, Стамбул Глядачів: 46 532 |

| 22 жовтня 2019 22:00 (21:00 CEST) |

| Брюгге | 0-5      | Парі Сен-Жермен                         |
| ------ | -------- | --------------------------------------- |
|        | Протокол | - Ікарді 7', 63' - Мбаппе 61', 79', 83' |

| Ян Брейдел, Брюгге Глядачів: 26 946 |

| 22 жовтня 2019 22:00 |

| Галатасарай | 0-1      | Реал Мадрид |
| ----------- | -------- | ----------- |
|             | Протокол | - Кроос 18' |

| Тюрк-Телеком-Арена, Стамбул Глядачів: 48 886 |

| 6 листопада 2019 22:00 (21:00 CET) |

| Реал Мадрид                                                                 | 6-0      | Галатасарай |
| --------------------------------------------------------------------------- | -------- | ----------- |
| - Родріго Сілва де Гоїс 4', 7', 90+2' - Рамос 14' (пен.) - Бензема 45', 81' | Протокол |             |

| Сантьяго Бернабеу, Мадрид Глядачів: 65 492 |

| 6 листопада 2019 22:00 (21:00 CET) |

| Парі Сен-Жермен | 1-0      | Брюгге |
| --------------- | -------- | ------ |
| - Ікарді 22'    | Протокол |        |

| Парк де Пренс, Париж Глядачів: 47 418 |

| 26 листопада 2019 19:55 (20:55 FET) |

| Галатасарай      | 1-1      | Брюгге         |
| ---------------- | -------- | -------------- |
| - Адем Бюйюк 11' | Протокол | - Діатта 90+2' |

| Тюрк-Телеком-Арена, Стамбул Глядачів: 34 500 |

| 26 листопада 2019 22:00 (21:00 CET) |

| Реал Мадрид        | 2-2      | Парі Сен-Жермен            |
| ------------------ | -------- | -------------------------- |
| - Бензема 17', 79' | Протокол | - Мбаппе 81' - Сарабія 83' |

| Сантьяго Бернабеу, Мадрид Глядачів: 75 534 |

| 11 грудня 2019 22:00 (21:00 CET) |

| Брюгге        | 1-3      | Реал Мадрид                                               |
| ------------- | -------- | --------------------------------------------------------- |
| - Ванакен 55' | Протокол | - Родріго Сілва де Гоїс 53' - Вінісіус 64' - Модрич 90+1' |

| Ян Брейдел, Брюгге Глядачів: 27 308 |

| 11 грудня 2019 22:00 (21:00 CET) |

| Парі Сен-Жермен                                                          | 5-0      | Галатасарай |
| ------------------------------------------------------------------------ | -------- | ----------- |
| - Ікарді 32' - Сарабія 35' - Неймар 46' - Мбаппе 63' - Кавані 84' (пен.) | Протокол |             |

| Парк де Пренс, Париж Глядачів: 46 509 |

### Група B
| Поз | Команда           | І | В | Н | П | ГЗ | ГП | РГ  | О  | Кваліфікація                   |  | БАВ | ТОТ | ОЛІ | ЦЗ  |
| --- | ----------------- | - | - | - | - | -- | -- | --- | -- | ------------------------------ |  | --- | --- | --- | --- |
| 1   | Баварія           | 6 | 6 | 0 | 0 | 24 | 5  | +19 | 18 | Вихід до плей-оф               |  | —   | 3–1 | 2–0 | 3–0 |
| 2   | Тоттенгем Готспур | 6 | 3 | 1 | 2 | 18 | 14 | +4  | 10 | Вихід до плей-оф               |  | 2–7 | —   | 4–2 | 5–0 |
| 3   | Олімпіакос        | 6 | 1 | 1 | 4 | 8  | 14 | −6  | 4  | Перехід до плей-оф Ліги Європи |  | 2–3 | 2–2 | —   | 1–0 |
| 4   | Црвена Звезда     | 6 | 1 | 0 | 5 | 3  | 20 | −17 | 3  |                                |  | 0–6 | 0–4 | 3–1 | —   |

| 18 вересня 2019 19:55 |

| Олімпіакос                           | 2-2      | Тоттенгем Готспур             |
| ------------------------------------ | -------- | ----------------------------- |
| - Поденсе 44' - Вальбуена 54' (пен.) | Протокол | - Кейн 26' (пен.) - Моура 30' |

| Георгіос Караїскакіс, Пірей Глядачів: 31 001 |

| 18 вересня 2019 22:00 (21:00 CEST) |

| Баварія                                        | 3-0      | Црвена Звезда |
| ---------------------------------------------- | -------- | ------------- |
| - Коман 34' - Левандовський 80' - Мюллер 90+1' | Протокол |               |

| Альянц Арена, Мюнхен Глядачів: 70 000 |

| 1 жовтня 2019 22:00 (20:00 BST) |

| Тоттенгем Готспур                   | 2-7      | Баварія                                                           |
| ----------------------------------- | -------- | ----------------------------------------------------------------- |
| - Сон Хин Мін 12' - Кейн 61' (пен.) | Протокол | - Кімміх 15' - Левандовський 45', 87' - Гнабрі 53', 55', 83', 88' |

| Тоттенгем Готспур, Лондон Глядачів: 60 127 |

| 1 жовтня 2019 22:00 (21:00 CEST) |

| Црвена Звезда                                  | 3-1      | Олімпіакос         |
| ---------------------------------------------- | -------- | ------------------ |
| - Мілош Вулич 62' - Милунович 87' - Боак'є 90' | Протокол | - Рубен Семеду 37' |

| Райко Митича, Белград Глядачів: 43 291 |

| 22 жовтня 2019 22:00 (20:00 BST) |

| Тоттенгем Готспур                                  | 5-0      | Црвена Звезда |
| -------------------------------------------------- | -------- | ------------- |
| - Кейн 9', 72' - Сон Хин Мін 16', 44' - Ламела 57' | Протокол |               |

| Тоттенгем Готспур, Лондон Глядачів: 51 743 |

| 22 жовтня 2019 22:00 |

| Олімпіакос                     | 2-3      | Баварія                                |
| ------------------------------ | -------- | -------------------------------------- |
| - Ель-Арабі 23' - Гільєрме 79' | Протокол | - Левандовський 34', 62' - Толіссо 75' |

| Георгіос Караїскакіс, Пірей Глядачів: 31 670 |

| 6 листопада 2019 19:55 (18:55 CET) |

| Баварія                           | 2-0      | Олімпіакос |
| --------------------------------- | -------- | ---------- |
| - Левандовський 69' - Перишич 89' | Протокол |            |

| Альянц Арена, Мюнхен Глядачів: 63 646 |

| 6 листопада 2019 22:00 (21:00 CET) |

| Црвена Звезда | 0-4      | Тоттенгем Готспур                                    |
| ------------- | -------- | ---------------------------------------------------- |
|               | Протокол | - Ло Чельсо 34' - Сон Хин Мін 57', 61' - Еріксен 85' |

| Райко Митича, Белград Глядачів: 42 381 |

| 26 листопада 2019 22:00 (20:00 GMT) |

| Тоттенгем Готспур                       | 4-2      | Олімпіакос                        |
| --------------------------------------- | -------- | --------------------------------- |
| - Аллі 45+1' - Кейн 50', 77' - Ор'є 73' | Протокол | - Ель-Арабі 6' - Рубен Семеду 19' |

| Тоттенгем Готспур, Лондон Глядачів: 57 024 |

| 26 листопада 2019 22:00 (21:00 CET) |

| Црвена Звезда | 0-6      | Баварія                                                               |
| ------------- | -------- | --------------------------------------------------------------------- |
|               | Протокол | - Горецка 14' - Левандовський 53' (пен.), 60', 64', 68' - Толіссо 89' |

| Райко Митича, Белград Глядачів: 44 118 |

| 11 грудня 2019 22:00 |

| Олімпіакос             | 1-0      | Црвена Звезда |
| ---------------------- | -------- | ------------- |
| - Ель-Арабі 87' (пен.) | Протокол |               |

| Георгіос Караїскакіс, Пірей Глядачів: 31 898 |

| 11 грудня 2019 22:00 (21:00 CET) |

| Баварія                                 | 3-1      | Тоттенгем Готспур |
| --------------------------------------- | -------- | ----------------- |
| - Коман 14' - Мюллер 45' - Коутінью 64' | Протокол | - Сессеньйон 20'  |

| Альянц Арена, Мюнхен Глядачів: 66 353 |

### Група C
| Поз | Команда        | І | В | Н | П | ГЗ | ГП | РГ  | О  | Кваліфікація                   |  | МС  | АТА | ШАХ | ДИН |
| --- | -------------- | - | - | - | - | -- | -- | --- | -- | ------------------------------ |  | --- | --- | --- | --- |
| 1   | Манчестер Сіті | 6 | 4 | 2 | 0 | 16 | 4  | +12 | 14 | Вихід до плей-оф               |  | —   | 5–1 | 1–1 | 2–0 |
| 2   | Аталанта       | 6 | 2 | 1 | 3 | 8  | 12 | −4  | 7  | Вихід до плей-оф               |  | 1–1 | —   | 1–2 | 2–0 |
| 3   | Шахтар         | 6 | 1 | 3 | 2 | 8  | 13 | −5  | 6  | Перехід до плей-оф Ліги Європи |  | 0–3 | 0–3 | —   | 2–2 |
| 4   | Динамо         | 6 | 1 | 2 | 3 | 10 | 13 | −3  | 5  |                                |  | 1–4 | 4–0 | 3–3 | —   |

| 18 вересня 2019 22:00 |

| Шахтар | 0-3      | Манчестер Сіті                                 |
| ------ | -------- | ---------------------------------------------- |
|        | Протокол | - Марез 24' - Гюндоган 38' - Габріел Жезус 76' |

| Металіст, Харків Глядачів: 36 675 |

| 18 вересня 2019 22:00 (21:00 CEST) |

| Динамо                              | 4-0      | Аталанта |
| ----------------------------------- | -------- | -------- |
| - Леоваць 10' - Оршич 31', 42', 68' | Протокол |          |

| Максимір, Загреб Глядачів: 28 863 |

| 1 жовтня 2019 19:55 (18:55 CEST) |

| Аталанта     | 1-2      | Шахтар                              |
| ------------ | -------- | ----------------------------------- |
| - Сапата 28' | Протокол | - Жуніор Мораес 41' - Соломон 90+5' |

| Сан-Сіро, Мілан Глядачів: 26 022 |

| 1 жовтня 2019 22:00 (20:00 BST) |

| Манчестер Сіті               | 2-0      | Динамо |
| ---------------------------- | -------- | ------ |
| - Стерлінг 66' - Фоден 90+5' | Протокол |        |

| Сіті оф Манчестер, Манчестер Глядачів: 49 046 |

| 22 жовтня 2019 19:55 |

| Шахтар                      | 2-2      | Динамо                         |
| --------------------------- | -------- | ------------------------------ |
| - Коноплянка 16' - Додо 75' | Протокол | - Ольмо 25' - Оршич 60' (пен.) |

| Металіст, Харків Глядачів: 21 526 |

| 22 жовтня 2019 22:00 (20:00 BST) |

| Манчестер Сіті                                    | 5-1      | Аталанта                  |
| ------------------------------------------------- | -------- | ------------------------- |
| - Агуеро 34', 38' (пен.) - Стерлінг 58', 64', 69' | Протокол | - Маліновський 28' (пен.) |

| Сіті оф Манчестер, Манчестер Глядачів: 49 308 |

| 6 листопада 2019 22:00 (21:00 CET) |

| Аталанта      | 1-1      | Манчестер Сіті |
| ------------- | -------- | -------------- |
| - Пашалич 49' | Протокол | - Стерлінг 7'  |

| Сан-Сіро, Мілан Глядачів: 34 326 |

| 6 листопада 2019 22:00 (21:00 CET) |

| Динамо                                    | 3-3      | Шахтар                                                 |
| ----------------------------------------- | -------- | ------------------------------------------------------ |
| - Петкович 25' - Іванушец 83' - Адемі 89' | Протокол | - Патрік 13' - Жуніор Мораес 90+3' - Тете 90+8' (пен.) |

| Максимір, Загреб Глядачів: 28 316 |

| 26 листопада 2019 22:00 (20:00 GMT) |

| Манчестер Сіті | 1-1      | Шахтар        |
| -------------- | -------- | ------------- |
| - Гюндоган 56' | Протокол | - Соломон 69' |

| Сіті оф Манчестер, Манчестер Глядачів: 52 020 |

| 26 листопада 2019 22:00 (21:00 CET) |

| Аталанта                         | 2-0      | Динамо |
| -------------------------------- | -------- | ------ |
| - Мур'єль 27' (пен.) - Гомес 47' | Протокол |        |

| Сан-Сіро, Мілан Глядачів: 28 365 |

| 11 грудня 2019 19:55 (18:55 CET) |

| Динамо      | 1-4      | Манчестер Сіті                            |
| ----------- | -------- | ----------------------------------------- |
| - Ольмо 10' | Протокол | - Габріел Жезус 34', 50', 54' - Фоден 84' |

| Максимір, Загреб Глядачів: 29 385 |

| 11 грудня 2019 19:55 |

| Шахтар | 0-3      | Аталанта                                   |
| ------ | -------- | ------------------------------------------ |
|        | Протокол | - Кастань 66' - Пашалич 80' - Гозенс 90+4' |

| Металіст, Харків Глядачів: 26 536 |

### Група D
| Поз | Команда   | І | В | Н | П | ГЗ | ГП | РГ | О  | Кваліфікація                   |  | ЮВЕ | АТЛ | Б04 | ЛОК |
| --- | --------- | - | - | - | - | -- | -- | -- | -- | ------------------------------ |  | --- | --- | --- | --- |
| 1   | Ювентус   | 6 | 5 | 1 | 0 | 12 | 4  | +8 | 16 | Вихід до плей-оф               |  | —   | 1–0 | 3–0 | 2–1 |
| 2   | Атлетіко  | 6 | 3 | 1 | 2 | 8  | 5  | +3 | 10 | Вихід до плей-оф               |  | 2–2 | —   | 1–0 | 2–0 |
| 3   | Баєр 04   | 6 | 2 | 0 | 4 | 5  | 9  | −4 | 6  | Перехід до плей-оф Ліги Європи |  | 0–2 | 2–1 | —   | 1–2 |
| 4   | Локомотив | 6 | 1 | 0 | 5 | 4  | 11 | −7 | 3  |                                |  | 1–2 | 0–2 | 0–2 | —   |

| 18 вересня 2019 22:00 (21:00 CEST) |

| Атлетіко                 | 2-2      | Ювентус                      |
| ------------------------ | -------- | ---------------------------- |
| - Савич 70' - Еррера 90' | Протокол | - Куадрадо 48' - Матюїді 65' |

| Ванда Метрополітано, Мадрид Глядачів: 66 283 |

| 18 вересня 2019 22:00 (21:00 CEST) |

| Баєр 04            | 1-2      | Локомотив                            |
| ------------------ | -------- | ------------------------------------ |
| - Геведес 25' (аг) | Протокол | - Крихов'як 16' - Дмитро Барінов 37' |

| БайАрена, Леверкузен Глядачів: 26 592 |

| 1 жовтня 2019 22:00 (21:00 CEST) |

| Ювентус                                      | 3-0      | Баєр 04 |
| -------------------------------------------- | -------- | ------- |
| - Ігуаїн 16' - Бернардескі 62' - Роналду 89' | Протокол |         |

| Ювентус, Турин Глядачів: 34 525 |

| 1 жовтня 2019 22:00 |

| Локомотив | 0-2      | Атлетіко                  |
| --------- | -------- | ------------------------- |
|           | Протокол | - Фелікс 48' - Партей 58' |

| РЖД Арена, Москва Глядачів: 27 051 |

| 22 жовтня 2019 19:55 (18:55 CEST) |

| Атлетіко     | 1-0      | Баєр 04 |
| ------------ | -------- | ------- |
| - Мората 78' | Протокол |         |

| Ванда Метрополітано, Мадрид Глядачів: 56 776 |

| 22 жовтня 2019 22:00 (21:00 CEST) |

| Ювентус           | 2-1      | Локомотив      |
| ----------------- | -------- | -------------- |
| - Дибала 77', 79' | Протокол | - Міранчук 30' |

| Ювентус, Турин Глядачів: 38 547 |

| 6 листопада 2019 19:55 (20:55 MSK) |

| Локомотив      | 1-2      | Ювентус                         |
| -------------- | -------- | ------------------------------- |
| - Міранчук 12' | Протокол | - Ремзі 4' - Дуглас Коста 90+3' |

| РЖД Арена, Москва Глядачів: 26 861 |

| 6 листопада 2019 22:00 (21:00 CET) |

| Баєр 04                         | 2-1      | Атлетіко       |
| ------------------------------- | -------- | -------------- |
| - Партей 41' (аг) - Фолланд 55' | Протокол | - Мората 90+4' |

| БайАрена, Леверкузен Глядачів: 28 160 |

| 26 листопада 2019 19:55 (20:55 MSK) |

| Локомотив | 0-2      | Баєр 04                                    |
| --------- | -------- | ------------------------------------------ |
|           | Протокол | - Ріфат Жємалєтдінов 11' (аг) - Бендер 54' |

| РЖД Арена, Москва Глядачів: 25 757 |

| 26 листопада 2019 22:00 (21:00 CET) |

| Ювентус        | 1-0      | Атлетіко |
| -------------- | -------- | -------- |
| - Дибала 45+2' | Протокол |          |

| Ювентус, Турин Глядачів: 40 486 |

| 11 грудня 2019 22:00 (21:00 CET) |

| Атлетіко                                  | 2-0      | Локомотив |
| ----------------------------------------- | -------- | --------- |
| - Фелікс 17' (пен.) - Феліпе Монтейро 54' | Протокол |           |

| Ванда Метрополітано, Мадрид Глядачів: 58 426 |

| 11 грудня 2019 22:00 (21:00 CET) |

| Баєр 04 | 0-2      | Ювентус                      |
| ------- | -------- | ---------------------------- |
|         | Протокол | - Роналду 75' - Ігуаїн 90+2' |

| БайАрена, Леверкузен Глядачів: 29 542 |

### Група E
| Поз | Команда   | І | В | Н | П | ГЗ | ГП | РГ  | О  | Кваліфікація                   |  | ЛІВ | НАП | РБ  | ГНК |
| --- | --------- | - | - | - | - | -- | -- | --- | -- | ------------------------------ |  | --- | --- | --- | --- |
| 1   | Ліверпуль | 6 | 4 | 1 | 1 | 13 | 8  | +5  | 13 | Вихід до плей-оф               |  | —   | 1–1 | 4–3 | 2–1 |
| 2   | Наполі    | 6 | 3 | 3 | 0 | 11 | 4  | +7  | 12 | Вихід до плей-оф               |  | 2–0 | —   | 1–1 | 4–0 |
| 3   | Ред Булл  | 6 | 2 | 1 | 3 | 16 | 13 | +3  | 7  | Перехід до плей-оф Ліги Європи |  | 0–2 | 2–3 | —   | 6–2 |
| 4   | Генк      | 6 | 0 | 1 | 5 | 5  | 20 | −15 | 1  |                                |  | 1–4 | 0–0 | 1–4 | —   |

| 17 вересня 2019 22:00 (21:00 CEST) |

| Ред Булл                                                                      | 6-2      | Генк                      |
| ----------------------------------------------------------------------------- | -------- | ------------------------- |
| - Голанд 2', 34', 45' - Хван Хі Чан 36' - Домінік Соболсої 45+2' - Ульмер 66' | Протокол | - Лукумі 40' - Самата 52' |

| Ред Булл Арена, Зальцбург Глядачів: 29 520 |

| 17 вересня 2019 22:00 (21:00 CEST) |

| Наполі                                | 2-0      | Ліверпуль |
| ------------------------------------- | -------- | --------- |
| - Мертенс 82' (пен.) - Льоренте 90+2' | Протокол |           |

| Сан-Паоло, Неаполь Глядачів: 38 878 |

| 2 жовтня 2019 19:55 (18:55 CEST) |

| Генк | 0-0      | Наполі |
| ---- | -------- | ------ |
|      | Протокол |        |

| Люмінус Арена, Генк Глядачів: 19 962 |

| 2 жовтня 2019 22:00 (20:00 BST) |

| Ліверпуль                                  | 4-3      | Ред Булл                                             |
| ------------------------------------------ | -------- | ---------------------------------------------------- |
| - Мане 9' - Робертсон 25' - Салах 36', 69' | Протокол | - Хван Хі Чан 39' - Мінаміно Такумі 56' - Голанд 60' |

| Енфілд, Ліверпуль (футбольний клуб) Глядачів: 52 243 |

| 23 жовтня 2019 22:00 (21:00 CEST) |

| Генк      | 1-4      | Ліверпуль                                          |
| --------- | -------- | -------------------------------------------------- |
| - Оді 88' | Протокол | - Окслейд-Чемберлен 2', 57' - Мане 77' - Салах 87' |

| Люмінус Арена, Генк Глядачів: 19 626 |

| 23 жовтня 2019 22:00 (21:00 CEST) |

| Ред Булл                 | 2-3      | Наполі                           |
| ------------------------ | -------- | -------------------------------- |
| - Голанд 40' (пен.), 72' | Протокол | - Мертенс 17', 64' - Інсіньє 73' |

| Ред Булл Арена, Зальцбург Глядачів: 29 520 |

| 5 листопада 2019 22:00 (20:00 GMT) |

| Ліверпуль                               | 2-1      | Генк         |
| --------------------------------------- | -------- | ------------ |
| - Вейналдум 14' - Окслейд-Чемберлен 53' | Протокол | - Самата 41' |

| Енфілд, Ліверпуль (футбольний клуб) Глядачів: 52 611 |

| 5 листопада 2019 22:00 (21:00 CET) |

| Наполі       | 1-1      | Ред Булл            |
| ------------ | -------- | ------------------- |
| - Лосано 44' | Протокол | - Голанд 11' (пен.) |

| Сан-Паоло, Неаполь Глядачів: 32 862 |

| 27 листопада 2019 22:00 (21:00 CET) |

| Генк         | 1-4      | Ред Булл                                                               |
| ------------ | -------- | ---------------------------------------------------------------------- |
| - Самата 85' | Протокол | - Патсон Дака 43' - Мінаміно Такумі 45' - Хван Хі Чан 69' - Голанд 87' |

| Люмінус Арена, Генк Глядачів: 17 284 |

| 27 листопада 2019 22:00 (20:00 GMT) |

| Ліверпуль    | 1-1      | Наполі        |
| ------------ | -------- | ------------- |
| - Ловрен 65' | Протокол | - Мертенс 21' |

| Енфілд, Ліверпуль (футбольний клуб) Глядачів: 52 128 |

| 10 грудня 2019 19:55 (18:55 CET) |

| Ред Булл | 0-2      | Ліверпуль               |
| -------- | -------- | ----------------------- |
|          | Протокол | - Кейта 57' - Салах 58' |

| Ред Булл Арена, Зальцбург Глядачів: 29 520 |

| 10 грудня 2019 19:55 (18:55 CET) |

| Наполі                                           | 4-0      | Генк |
| ------------------------------------------------ | -------- | ---- |
| - Мілік 3', 26', 38' (пен.) - Мертенс 75' (пен.) | Протокол |      |

| Сан-Паоло, Неаполь Глядачів: 22 265 |

### Група F
| Поз | Команда             | І | В | Н | П | ГЗ | ГП | РГ | О  | Кваліфікація                   |  | БАР    | БОР    | ІНТ    | СЛА    |
| --- | ------------------- | - | - | - | - | -- | -- | -- | -- | ------------------------------ |  | ------ | ------ | ------ | ------ |
| 1   | Барселона           | 6 | 4 | 2 | 0 | 9  | 4  | +5 | 14 | Вихід до плей-оф               |  | —      | 27 лис | 2 жов  | 5 лис  |
| 2   | Боруссія (Дортмунд) | 6 | 3 | 1 | 2 | 8  | 8  | 0  | 10 | Вихід до плей-оф               |  | 0–0    | —      | 5 лис  | 10 гру |
| 3   | Інтер               | 6 | 2 | 1 | 3 | 10 | 9  | +1 | 7  | Перехід до плей-оф Ліги Європи |  | 10 гру | 23 жов | —      | 1–1    |
| 4   | Славія              | 6 | 0 | 2 | 4 | 4  | 10 | −6 | 2  |                                |  | 23 жов | 2 жов  | 27 лис | —      |

| 17 вересня 2019 19:55 (18:55 CEST) |

| Інтер           | 1-1      | Славія        |
| --------------- | -------- | ------------- |
| - Барелла 90+2' | Протокол | - Олаїнка 63' |

| Сан-Сіро, Мілан Глядачів: 50 128 |

| 17 вересня 2019 22:00 (21:00 CEST) |

| Боруссія (Дортмунд) | 0-0      | Барселона |
| ------------------- | -------- | --------- |
|                     | Протокол |           |

| Зігналь Ідуна Парк, Дортмунд Глядачів: 66 099 |

| 2 жовтня 2019 19:55 (18:55 CEST) |

| Славія | 0-2      | Боруссія (Дортмунд) |
| ------ | -------- | ------------------- |
|        | Протокол | - Хакімі 35', 89'   |

| Еден Арена, Прага Глядачів: 19 370 |

| 2 жовтня 2019 22:00 (21:00 CEST) |

| Барселона         | 2-1      | Інтер         |
| ----------------- | -------- | ------------- |
| - Суарес 58', 84' | Протокол | - Мартінес 3' |

| Камп Ноу, Барселона Глядачів: 86 141 |

| 23 жовтня 2019 22:00 (21:00 CEST) |

| Славія       | 1-2      | Барселона                     |
| ------------ | -------- | ----------------------------- |
| - Боржил 50' | Протокол | - Мессі 3' - Олаїнка 57' (аг) |

| Еден Арена, Прага Глядачів: 19 170 |

| 23 жовтня 2019 22:00 (21:00 CEST) |

| Інтер                         | 2-0      | Боруссія (Дортмунд) |
| ----------------------------- | -------- | ------------------- |
| - Мартінес 22' - Кандрева 89' | Протокол |                     |

| Сан-Сіро, Мілан Глядачів: 65 673 |

| 5 листопада 2019 19:55 (18:55 CET) |

| Барселона | 0-0      | Славія |
| --------- | -------- | ------ |
|           | Протокол |        |

| Камп Ноу, Барселона Глядачів: 67 023 |

| 5 листопада 2019 22:00 (21:00 CET) |

| Боруссія (Дортмунд)            | 3-2      | Інтер                      |
| ------------------------------ | -------- | -------------------------- |
| - Хакімі 51', 77' - Брандт 64' | Протокол | - Мартінес 5' - Весіно 40' |

| Зігналь Ідуна Парк, Дортмунд Глядачів: 66 099 |

| 27 листопада 2019 22:00 (21:00 CET) |

| Славія              | 1-3      | Інтер                            |
| ------------------- | -------- | -------------------------------- |
| - Соучек 37' (пен.) | Протокол | - Мартінес 19', 88' - Лукаку 81' |

| Еден Арена, Прага Глядачів: 19 370 |

| 27 листопада 2019 22:00 (21:00 CET) |

| Барселона                               | 3-1      | Боруссія (Дортмунд) |
| --------------------------------------- | -------- | ------------------- |
| - Суарес 29' - Мессі 33' - Грізманн 67' | Протокол | - Санчо 77'         |

| Камп Ноу, Барселона Глядачів: 90 071 |

| 10 грудня 2019 22:00 (21:00 CET) |

| Інтер        | 1-2      | Барселона              |
| ------------ | -------- | ---------------------- |
| - Лукаку 44' | Протокол | - Перес 23' - Фаті 86' |

| Сан-Сіро, Мілан Глядачів: 71 818 |

| 10 грудня 2019 22:00 (21:00 CET) |

| Боруссія (Дортмунд)      | 2-1      | Славія       |
| ------------------------ | -------- | ------------ |
| - Санчо 10' - Брандт 61' | Протокол | - Соучек 43' |

| Зігналь Ідуна Парк, Дортмунд Глядачів: 65 079 |

### Група G
| Поз | Команда    | І | В | Н | П | ГЗ | ГП | РГ | О  | Кваліфікація                   |  | ЛЕЙ | ЛІО | БЕН | ЗЕН |
| --- | ---------- | - | - | - | - | -- | -- | -- | -- | ------------------------------ |  | --- | --- | --- | --- |
| 1   | РБ Лейпциг | 6 | 3 | 2 | 1 | 10 | 8  | +2 | 11 | Вихід до плей-оф               |  | —   | 0–2 | 2–2 | 2–1 |
| 2   | Ліон       | 6 | 2 | 2 | 2 | 9  | 8  | +1 | 8  | Вихід до плей-оф               |  | 2–2 | —   | 3–1 | 1–1 |
| 3   | Бенфіка    | 6 | 2 | 1 | 3 | 10 | 11 | −1 | 7  | Перехід до плей-оф Ліги Європи |  | 1–2 | 2–1 | —   | 3–0 |
| 4   | Зеніт      | 6 | 2 | 1 | 3 | 7  | 9  | −2 | 7  |                                |  | 0–2 | 2–0 | 3–1 | —   |

1. 1 2  Однакова кількість очок, набрані в очних зустрічах (3). Різниця м'ячів, забитих в очних зустрічах: Бенфіка +1, Зеніт −1.

| 17 вересня 2019 19:55 (18:55 CEST) |

| Ліон             | 1-1      | Зеніт     |
| ---------------- | -------- | --------- |
| Депай 51' (пен.) | Протокол | Азмун 41' |

| Парк Олімпік Ліонне, Ліон Глядачів: 47 201 |

| 17 вересня 2019 22:00 (20:00 WEST) |

| Бенфіка         | 1-2      | РБ Лейпциг        |
| --------------- | -------- | ----------------- |
| - Сеферович 84' | Протокол | - Вернер 69', 78' |

| Да Луж, Лісабон Глядачів: 46 460 |

| 2 жовтня 2019 22:00 |

| Зеніт                                   | 3-1      | Бенфіка        |
| --------------------------------------- | -------- | -------------- |
| - Дзюба 22' - Діаш 70' (аг) - Азмун 78' | Протокол | - Де Томас 85' |

| Крестовський, Санкт-Петербург Глядачів: 51 683 |

| 2 жовтня 2019 22:00 (21:00 CEST) |

| РБ Лейпциг | 0-2      | Ліон                    |
| ---------- | -------- | ----------------------- |
|            | Протокол | - Депай 11' - Тер'є 65' |

| Ред Булл Арена, Лейпциг Глядачів: 40 194 |

| 23 жовтня 2019 19:55 (18:55 CEST) |

| РБ Лейпциг                  | 2-1      | Зеніт           |
| --------------------------- | -------- | --------------- |
| - Лаймер 49' - Забітцер 59' | Протокол | - Ракіцький 25' |

| Ред Булл Арена, Лейпциг Глядачів: 41 058 |

| 23 жовтня 2019 22:00 (20:00 WEST) |

| Бенфіка               | 2-1      | Ліон        |
| --------------------- | -------- | ----------- |
| - Рафа 4' - Піцці 86' | Протокол | - Депай 70' |

| Да Луж, Лісабон Глядачів: 53 035 |

| 5 листопада 2019 19:55 (20:55 MSK) |

| Зеніт | 0-2      | РБ Лейпциг                   |
| ----- | -------- | ---------------------------- |
|       | Протокол | - Демме 45+5' - Забітцер 63' |

| Крестовський, Санкт-Петербург Глядачів: 50 452 |

| 5 листопада 2019 22:00 (21:00 CET) |

| Ліон                                          | 3-1      | Бенфіка         |
| --------------------------------------------- | -------- | --------------- |
| - Йоахім Андерсен 4' - Депай 33' - Траоре 89' | Протокол | - Сеферович 76' |

| Парк Олімпік Ліонне, Ліон Глядачів: 51 077 |

| 27 листопада 2019 19:55 (20:55 MSK) |

| Зеніт                    | 2-0      | Ліон |
| ------------------------ | -------- | ---- |
| - Дзюба 42' - Оздоєв 84' | Протокол |      |

| Крестовський, Санкт-Петербург Глядачів: 51 183 |

| 27 листопада 2019 22:00 (21:00 CET) |

| РБ Лейпциг                   | 2-2      | Бенфіка                           |
| ---------------------------- | -------- | --------------------------------- |
| - Форсберг 90' (пен.), 90+6' | Протокол | - Піцці 20' - Карлос Вінісіус 59' |

| Ред Булл Арена, Лейпциг Глядачів: 38 339 |

| 10 грудня 2019 22:00 (20:00 WET) |

| Бенфіка                                         | 3-0      | Зеніт |
| ----------------------------------------------- | -------- | ----- |
| - Серві 47' - Піцці 58' (пен.) - Азмун 79' (аг) | Протокол |       |

| Да Луж, Лісабон Глядачів: 40 232 |

| 10 грудня 2019 22:00 (21:00 CET) |

| Ліон                   | 2-2      | РБ Лейпциг                               |
| ---------------------- | -------- | ---------------------------------------- |
| - Ауар 50' - Депай 82' | Протокол | - Форсберг 9' (пен.) - Вернер 33' (пен.) |

| Парк Олімпік Ліонне, Ліон Глядачів: 53 288 |

### Група H
| Поз | Команда  | І | В | Н | П | ГЗ | ГП | РГ  | О  | Кваліфікація                   |  | ВАЛ | ЧЕЛ | АЯК | ЛІЛ |
| --- | -------- | - | - | - | - | -- | -- | --- | -- | ------------------------------ |  | --- | --- | --- | --- |
| 1   | Валенсія | 6 | 3 | 2 | 1 | 9  | 7  | +2  | 11 | Вихід до плей-оф               |  | —   | 2–2 | 0–3 | 4–1 |
| 2   | Челсі    | 6 | 3 | 2 | 1 | 11 | 9  | +2  | 11 | Вихід до плей-оф               |  | 0–1 | —   | 4–4 | 2–1 |
| 3   | Аякс     | 6 | 3 | 1 | 2 | 12 | 6  | +6  | 10 | Перехід до плей-оф Ліги Європи |  | 0–1 | 0–1 | —   | 3–0 |
| 4   | Лілль    | 6 | 0 | 1 | 5 | 4  | 14 | −10 | 1  |                                |  | 1–1 | 1–2 | 0–2 | —   |

1. 1 2  Очки, набрані в очних зустрічах: Валенсія 4, Челсі 1.

| 17 вересня 2019 22:00 (21:00 CEST) |

| Аякс                                        | 3-0      | Лілль |
| ------------------------------------------- | -------- | ----- |
| - Промес 18' - Альварес 50' - Тальяфіко 62' | Протокол |       |

| Йоган Кройф Арена, Амстердам Глядачів: 51 441 |

| 17 вересня 2019 22:00 (20:00 BST) |

| Челсі | 0-1      | Валенсія      |
| ----- | -------- | ------------- |
|       | Протокол | - Родріго 74' |

| Стемфорд Бридж, Лондон Глядачів: 39 469 |

| 2 жовтня 2019 22:00 (21:00 CEST) |

| Валенсія | 0-3      | Аякс                                    |
| -------- | -------- | --------------------------------------- |
|          | Протокол | - Зієш 8' - Промес 34' - ван де Бек 67' |

| Месталья, Валенсія Глядачів: 44 659 |

| 2 жовтня 2019 22:00 (21:00 CEST) |

| Лілль         | 1-2      | Челсі                       |
| ------------- | -------- | --------------------------- |
| - Осімген 33' | Протокол | - Абрагам 22' - Вілліан 78' |

| П'єр Моруа, Вільнев-д'Аск Глядачів: 48 523 |

| 23 жовтня 2019 19:55 (18:55 CEST) |

| Аякс | 0-1      | Челсі         |
| ---- | -------- | ------------- |
|      | Протокол | - Батшуаї 86' |

| Йоган Кройф Арена, Амстердам Глядачів: 52 482 |

| 23 жовтня 2019 22:00 (21:00 CEST) |

| Лілль         | 1-1      | Валенсія      |
| ------------- | -------- | ------------- |
| - Іконе 90+5' | Протокол | - Черишев 63' |

| П'єр Моруа, Вільнев-д'Аск Глядачів: 47 488 |

| 5 листопада 2019 22:00 (21:00 CET) |

| Валенсія                                                            | 4-1      | Лілль         |
| ------------------------------------------------------------------- | -------- | ------------- |
| - Парехо 66' (пен.) - Сумаоро 82' (аг) - Кондогбія 84' - Торрес 90' | Протокол | - Осімген 25' |

| Месталья, Валенсія Глядачів: 38 252 |

| 5 листопада 2019 22:00 (20:00 GMT) |

| Челсі                                                            | 4-4      | Аякс                                                            |
| ---------------------------------------------------------------- | -------- | --------------------------------------------------------------- |
| - Жоржиньйо 5' (пен.), 71' (пен.) - Аспілікуета 63' - Джеймс 74' | Протокол | - Абрагам 2' (аг) - Промес 20' - Кепа 35' (аг) - ван де Бек 55' |

| Стемфорд Бридж, Лондон Глядачів: 39 132 |

| 27 листопада 2019 19:55 (18:55 CET) |

| Валенсія               | 2-2      | Челсі                       |
| ---------------------- | -------- | --------------------------- |
| - Солер 40' - Васс 82' | Протокол | - Ковачич 41' - Пулишич 50' |

| Месталья, Валенсія Глядачів: 43 486 |

| 27 листопада 2019 22:00 (21:00 CET) |

| Лілль | 0-2      | Аякс                   |
| ----- | -------- | ---------------------- |
|       | Протокол | - Зієш 2' - Промес 59' |

| П'єр Моруа, Вільнев-д'Аск Глядачів: 48 612 |

| 10 грудня 2019 22:00 (21:00 CET) |

| Аякс | 0-1      | Валенсія      |
| ---- | -------- | ------------- |
|      | Протокол | - Родріго 24' |

| Йоган Кройф Арена, Амстердам Глядачів: 51 931 |

| 10 грудня 2019 22:00 (20:00 GMT) |

| Челсі                           | 2-1      | Лілль      |
| ------------------------------- | -------- | ---------- |
| - Абрагам 19' - Аспілікуета 35' | Протокол | - Ремі 78' |

| Стемфорд Бридж, Лондон Глядачів: 40 016 |

## Перелік посилань
1. 1 2  2019/20 Champions League match and draw calendar. UEFA.com. 14 січня 2019. Архів оригіналу за 26 червня 2019. Процитовано 30 серпня 2019. (англ.)
2. 1 2 3 4  Regulations of the UEFA Champions League 2019/20 (PDF). UEFA.com. Архів оригіналу (PDF) за 12 вересня 2019. Процитовано 30 серпня 2019. (англ.)
3. ↑  UEFA Champions League group stage draw. UEFA.com. Архів оригіналу за 21 жовтня 2019. Процитовано 30 серпня 2019. (англ.)
4. 1 2 3 4 5 6  Emergency Panel decisions. UEFA. 17 липня 2014. Архів оригіналу за 18 липня 2018. Процитовано 30 серпня 2019. (англ.)
5. ↑  Country coefficients 2017/18. UEFA.com. Union of European Football Associations. 10 серпня 2018. Архів оригіналу за 17 жовтня 2013. Процитовано 10 серпня 2018. (англ.)
6. 1 2 3 4 5 6 7 8  Full Time Summary Matchday 1 – Wednesday 18 September 2019 (PDF). UEFA.org. Унія Європейських Футбольних Асоціацій. 18 вересня 2019. Архів оригіналу (PDF) за 13 листопада 2019. Процитовано 18 вересня 2019. (англ.)
7. 1 2 3 4 5 6 7 8  Full Time Summary Matchday 2 – Tuesday 1 October 2019 (PDF). UEFA.org. Унія Європейських Футбольних Асоціацій. 1 жовтня 2019. Архів оригіналу (PDF) за 10 листопада 2019. Процитовано 1 жовтня 2019. (англ.)
8. 1 2 3 4 5 6 7 8  Full Time Summary Matchday 3 – Tuesday 22 October 2019 (PDF). UEFA.org. Унія Європейських Футбольних Асоціацій. 22 жовтня 2019. Архів оригіналу (PDF) за 13 листопада 2019. Процитовано 22 жовтня 2019. (англ.)
9. 1 2 3 4 5 6 7 8  Full Time Summary Matchday 4 – Wednesday 6 November 2019 (PDF). UEFA.org. Унія Європейських Футбольних Асоціацій. 6 листопада 2019. Архів оригіналу (PDF) за 7 грудня 2019. Процитовано 6 листопада 2019. (англ.)
10. 1 2 3 4 5 6 7 8  Full Time Summary Matchday 5 – Tuesday 26 November 2019 (PDF). UEFA.org. Унія Європейських Футбольних Асоціацій. 26 листопада 2019. Архів оригіналу (PDF) за 7 грудня 2019. Процитовано 26 листопада 2019. (англ.)
11. 1 2 3 4 5 6 7 8  Full Time Summary Matchday 6 – Wednesday 11 December 2019 (PDF). UEFA.org. Унія Європейських Футбольних Асоціацій. 11 грудня 2019. Архів оригіналу (PDF) за 22 лютого 2020. Процитовано 11 грудня 2019. (англ.)
12. ↑  Atalanta to play at San Siro. Football Italia. 11 липня 2019. Архів оригіналу за 13 липня 2019. Процитовано 13 липня 2019. (англ.)
13. 1 2 3 4 5 6 7 8  Full Time Summary Matchday 1 – Tuesday 17 September 2019 (PDF). UEFA.org. Унія Європейських Футбольних Асоціацій. 17 вересня 2019. Архів оригіналу (PDF) за 9 листопада 2019. Процитовано 17 вересня 2019. (англ.)
14. 1 2 3 4 5 6 7 8  Full Time Summary Matchday 2 – Wednesday 2 October 2019 (PDF). UEFA.org. Унія Європейських Футбольних Асоціацій. 2 жовтня 2019. Архів оригіналу (PDF) за 10 листопада 2019. Процитовано 2 жовтня 2019. (англ.)
15. 1 2 3 4 5 6 7 8  Full Time Summary Matchday 3 – Wednesday 23 October 2019 (PDF). UEFA.org. Унія Європейських Футбольних Асоціацій. 23 жовтня 2019. Архів оригіналу (PDF) за 13 листопада 2019. Процитовано 23 жовтня 2019. (англ.)
16. 1 2 3 4 5 6 7 8  Full Time Summary Matchday 4 – Tuesday 5 November 2019 (PDF). UEFA.org. Унія Європейських Футбольних Асоціацій. 5 листопада 2019. Архів оригіналу (PDF) за 7 грудня 2019. Процитовано 5 листопада 2019. (англ.)
17. 1 2 3 4 5 6 7 8  Full Time Summary Matchday 5 – Wednesday 27 November 2019 (PDF). UEFA.org. Унія Європейських Футбольних Асоціацій. 27 листопада 2019. Архів оригіналу (PDF) за 22 лютого 2020. Процитовано 27 листопада 2019. (англ.)
18. 1 2 3 4 5 6 7 8  Full Time Summary Matchday 6 – Tuesday 10 December 2019 (PDF). UEFA.org. Унія Європейських Футбольних Асоціацій. 10 грудня 2019. Архів оригіналу (PDF) за 22 лютого 2020. Процитовано 10 грудня 2019. (англ.)